# アラン・マリオン
アラン・マリオン（Alain Marion, 1938年12月25日 - 1998年8月16日）は、フランスのフルート奏者。

## 経歴
1938年、マルセイユ生まれ。9歳からマルセイユ音楽院でジョゼフ・ランパルにフルートを師事し、14歳で首席で卒業。その後はパリでジャン＝ピエール・ランパルの薫陶を受け、1961年にジュネーヴ国際音楽コンクールに入賞を果たした。
1964年からフランス国立放送室内管弦楽団の首席奏者を務め、1967年にはパリ管弦楽団の首席奏者に転じた。1972年にはフランス国立放送管弦楽団の首席奏者になり、1977年からアンサンブル・アンテルコンタンポランに参加した。
教育者としては、1969年からパリ音楽院のフルート科の教授となり、1986年からニース夏季アカデミーでもフルートを教えた。1980年に初来日し、以後度々日本に来演した。1998年にマスター・クラスを開いていたソウルで急死。